# Il cucciolo (romanzo)
Il cucciolo (The Yearling) è probabilmente il romanzo più conosciuto della scrittrice Marjorie Kinnan Rawlings. È stato pubblicato nel marzo 1938, riscuotendo grandissimo successo (solo nello stesso anno di pubblicazione ha venduto intorno alle 250 000 copie), ottenendo numerosi riconoscimenti (tra cui il Premio Pulitzer nel 1939) e venendo tradotto in più di 20 lingue (tra le altre in spagnolo, cinese, francese, giapponese, tedesco, italiano e russo).

## Trama
Protagonista della storia è Jody Baxter, undicenne che vive con i genitori Ezra (chiamato da tutti Penny) e Ora nella loro proprietà nel folto dei boschi della Florida del 1870. Egli è in realtà ultimo di sette figli, morti tutti in tenerissima età prima che lui nascesse, il che ha reso molto difficile il rapporto tra il ragazzo e la madre. Jody è molto legato alla sua famiglia (soprattutto a suo padre, con il quale ha un rapporto molto più complice e confidenziale), ama la vita all'aria aperta, e divide il suo tempo tra il lavoro manuale e fantasticherie e divertimenti tipici dei ragazzi della sua età. Il suo più grande desiderio è quello di possedere un animale domestico tutto suo, incontrando sempre il fermo divieto della madre, per nulla intenzionata ad accogliere una bocca in più da sfamare.
Una sottotrama del romanzo narra della caccia al vecchio Brigante, un ferocissimo orso nero che attacca ripetutamente la proprietà dei Baxter. Ciò porta Penny a chiedere spesso l'appoggio dei suoi vicini, i Forrester, una famiglia di rozzi allevatori di bestiame e cacciatori, con il cui figlio più giovane, Icaro, Jody ha da sempre una profonda amicizia. I rapporti con i Forrester si incrineranno durante un soggiorno di Penny e Jody alla vicina città di Volusia: padre e figlio, recatisi difatti a trovare Nonna Hutto, un'anziana e simpatica signora con cui Penny ha un rapporto quasi filiale, e il suo unico figlio Oliver, marinaio spesso in viaggio per il mondo, si ritrovano coinvolti in una violentissima lite causata da Oliver e tre dei fratelli Forrester, Buck, Ruotadimulino e Lem: motivo della lite, una ragazza contesa da Oliver e Lem.
Tempo dopo, Penny e Jody perdono i loro maiali e, sospettando siano stati rubati dai Forrester, decidono di recarsi da loro per recuperarli. Durante il tragitto Penny viene morso da un serpente a sonagli ed è costretto ad uccidere una cerva, ed utilizzare pezzi del suo fegato e del suo cuore per aspirare fuori dalle ferite il veleno del rettile. Jody quindi chiede aiuto ai Forrester e Buck e Ruotadimulino, mettendo da parte i vecchi rancori, decidono di aiutare Penny che, grazie al loro aiuto e ad una visita del dottore locale, si salva.
Nel frattempo Jody, ancora desideroso di avere un cucciolo tutto per sé e scoperto che la cerva uccisa dal padre aveva un piccolo di pochi mesi, riesce a convincere i genitori ad adottare la bestiola. Desideroso di darle un nome adeguato, decide di chiedere consiglio al suo amico Icaro (da sempre contraddistinto da un grande amore per gli animali), ma purtroppo Icaro, da tempo malato, muore, non prima però di aver scelto il nome giusto per il cerbiatto: Flag (che in inglese vuol dire bandierina, in riferimento alla coda dell'animale, del tutto simile ad una piccola bandiera).
Dopo questa tragedia Jody continua la sua vita dividendosi tra i divertimenti con Flag, il lavoro e numerosi avvenimenti - tra cui un tremendo diluvio che dura diversi giorni, un'epidemia (causata dal diluvio) che decima gli animali della foresta, il trasferimento forzato a Boston di Nonna Hutto, Oliver e la ragazza da lui contesa con Lem (dovuto ad un incendio che distrugge la casa della nonna, forse causato dai vendicativi Forrester), l'uccisione del Brigante e un nuovo infortunio sul lavoro del padre -, nonché avviandosi lungo gli ultimi passi verso la maturità. Nel frattempo la crescita di Flag comincia a rappresentare un problema, di volta in volta sempre più grave: l'animale comincia difatti a causare seri danni alle colture della famiglia, divorando ogni piantagione faticosamente coltivata. A nulla serve recintare i terreni poiché per il cervo ormai non è un problema scavalcarle, né serve a nulla cacciarlo via, poiché ormai affezionato al suo padroncino e conoscitore della strada per ritornare alla fattoria dei Baxter.
Conscio che l'animale sta mettendo in serio pericolo la sopravvivenza della sua famiglia, Penny prende a malincuore una terribile decisione: obbligare Jody a portarlo nel bosco e ucciderlo. Jody ovviamente non se la sente di fare una cosa del genere, e Penny ordina quindi a Ory di sparare a Flag ma la donna riesce solo a ferirlo gravemente. Furioso, Jody urla in faccia al padre che lo odia e lo accusa di averlo tradito, dopodiché dà il colpo di grazia a Flag e, sconvolto e distrutto dal dolore, fugge di casa. Dopo un fallimentare tentativo di raggiungere Boston in una canoa - e, nel corso del quale, sperimenta per la prima volta il vero significato della fame, della solitudine e della paura - Jody viene raccolto da un battello, assistito dal capitano e dal personale di bordo e infine fatto sbarcare a Volusia, dalla quale ritorna poi a casa. Qui Jody ha un incontro chiarificatore con suo padre, al quale chiede perdono per avergli detto quelle cose tremende, e nel quale Penny spiega al figlio che l'uccisione di Flag era un male necessario per la sopravvivenza della loro famiglia. Dopo ciò, l'uomo si fa promettere dal figlio di stabilirsi per sempre nella loro casa e di portarla avanti assieme al nome della famiglia e Jody accetta finalmente l'ingresso ad una nuova vita di maturità, responsabilità e lavoro.

## Personaggi
- Ezra "Penny" Baxter: padre di Jody. Figlio di un predicatore, ha avuto un'educazione molto severa. Saggio, mite e rispettoso della natura e dei rapporti umani, ha un rapporto di grande complicità con il figlio, e si dimostra generoso e comprensivo con lui. Ha un passato da militare nell'esercito durante la Guerra, ed è chiamato Penny dai Forrester e da Oliver per la sua bassa statura;
- Ory Baxter: moglie di Penny e madre di Jody. È descritta come una donna molto robusta, e dal carattere arcigno e scorbutico, a causa della perdita dei molti figli avuti prima di Jody. Odia gli animali (in particolare Flag) ed ha un rapporto abbastanza difficile con il figlio;
- Jody Baxter: figlio di Penny e Ory e vero protagonista del libro. Allegro, sognatore e spensierato, desidera più di ogni cosa avere un animale domestico tutto per sé da accudire. Dopo essere stato costretto ad uccidere Flag, accetterà con rassegnazione di abbracciare una vita più matura e responsabile;
- I Forrester: una famiglia di cacciatori e allevatori che vivono nei pressi della proprietà dei Baxter: molto violenti e rozzi, inizialmente sono in buoni rapporti con Penny e la sua famiglia, ma finiranno per trovarsi in contrasto dopo una tremenda lite. I membri più di rilievo della famiglia sono Lem (causa del litigio, essendo innamorato di una ragazza contesa da Oliver Hutto, e il membro della famiglia più rancoroso nei confronti di Penny), Buck e Ruotadimulino (che, nonostante la lite, continueranno a conservare rapporti più o meno amichevoli con Penny, mettendo da parte i rancori dopo che l'uomo viene morso da un serpente) e Icaro;
- Icaro Forrester (Fodder-Wing Forrester): figlio minore dei Forrester, è storpio dalla nascita e apparentemente un po' strambo (afferma di vedere cose che nessuno normalmente vede e si è guadagnato il suo soprannome dopo essere caduto dal tetto di casa cercando di volare con delle ali artificiali costruitesi, aggravando così la sua salute). Grande amante degli animali, usa raccoglierli dalla strada ed addomesticarli. Morirà per complicazioni dovute alla sua condizione, non prima di aver trovato un nome per il cerbiatto di Jody;
- Nonna Hutto: anziana signora descritta come ancora molto attraente nonostante l'età, è molto ammirata e benvoluta dalla comunità di Volusia per la sua briosità e generosità, ha un rapporto molto materno con Penny e con Jody, e non è molto ben vista da Ory. Ha un figlio di nome Oliver;
- Oliver Hutto: figlio di Nonna Hutto, marinaio quasi sempre in giro per il mondo. È descritto come un ragazzo di bell'aspetto, ma decisamente violento, e detesta i Forrester. Innamorato di una ragazza di nome Rosa Weatherby, scoperto che è ambita anche da Lem, scatenerà una feroce lite con lui e i fratelli Buck e Ruotadimulino. Alla fine della storia riuscirà a fidanzarsi con Rosa e, dopo l'incendio che distrugge la casa della madre, partirà con le due donne per trasferirsi a Boston;
- Easy: pilota di battelli, è un uomo che fa una corte disperata a Nonna Hutto. Mite, timido e non particolarmente bravo con le parole, non è molto apprezzato dalla donna per il suo carattere eccessivamente docile;
- Mr. Boyles: proprietario di una bottega di Volusia, sovente visitata da Penny e Jody. Ha una figlia di nome Eulalia, che a Jody sembra piacere molto;
- Rosa Weatherby: graziosa ragazza dai capelli biondi. È contesa da Oliver e Lem, ma alla fine sceglierà di stare con Oliver. Jody inizialmente la odia, ma cambierà idea su di lei il giorno della partenza di Nonna Hutto e Oliver, dopo aver ricevuto un bacio sulla fronte da lei.
- Il dottore: il medico locale. Descritto come bravo, ma anche noto per i suoi eccessi nel bere, cura Penny dopo che è stato morso dal serpente, riuscendo a salvargli la vita. Jody lo ricompensa regalandogli una bisaccia ricavata dalla pelliccia di una martora albina.

## Animali
- Flag: cerbiatto. Allevato da Jody dopo che Penny uccide la madre, crescendo si affeziona molto al ragazzo, ma diventa anche pericoloso per i raccolti del padre;
- Brigante (Slewfooth): grande orso nero noto nella zona per la sua ferocia e tendenza a razziare il bestiame della fattoria. Dopo aver sbranato numerosi animali della fattoria Baxter ed aver quasi ucciso i cani di Penny, finalmente verrà ucciso da Penny e da Jody. Il suo nome originale (traducibile in Zampa Monca) deriva dal fatto che una delle sue zampe posteriori è priva di un dito;
- Julia: femmina di bracco, usata da Penny per la caccia. Viene ferita gravemente dal Brigante, ma riesce miracolosamente a sopravvivere;
- Rip: bulldog di proprietà di Penny;
- Perk: bastardino, completamente negato per la caccia. Penny riuscirà a barattarlo con Lem Forrester per un fucile facendogli credere che è un abilissimo cane da caccia. Verrà ucciso da Lem, frustrato per l'imbroglio;
- Trixie: la mucca di Penny. Partorisce un vitello, che sarà ucciso da un branco di lupi, ed una vitella, uccisa invece dal Brigante;
- Cesare: il cavallo di Penny;
- Lucia (Racket): una piccola martora allevata da Icaro;
- Black Betsy: la scrofa di Penny, viene uccisa dal Brigante.
- Martora albina: viene trovata, gravemente ferita in una delle trappole di Penny. Penny sarà costretto a ucciderla, e Jody, affascinato dal suo colore, si fa costruire una bisaccia con la sua pelle dal padre.

## Adattamenti
- Nel 1946 il libro è stato adattato per il grande schermo. Il film è stato diretto da Clarence Brown, con Gregory Peck nei panni di Penny Baxter, Jane Wyman in quelli di sua moglie e Claude Jarman Jr. in quelli di Jody. Ha avuto molte nomination agli Oscar, vincendone due.[2]
- Un adattamento musical di Broadway con le musiche di Michael Leonard e testi di Herbert Martin è stato prodotto dal produttore Fantasticks Lore Noto nel 1965. Il libro è stato adattato per il palcoscenico da Lore Noto e Herbert Martin. David Wayne e Delores Wilson hanno interpretato Ezra e Ora Baxter, e David Hartman quelli Oliver Hutto.[3]
- Le canzoni I'm All Smiles e Why Did I Choose You? sono state registrate con successo da Barbra Streisand,[4][5] ma lo spettacolo è durato solo tre repliche.
- Nel 1983 è stato realizzato un anime, dal titolo Il cucciolo.[6]
- Nel 1994 è stato realizzato un film per la televisione, con Peter Strauss nei panni di Penny Baxter, Jean Smart in quelli di Ora e Philip Seymour Hoffman in quelli di Buck Forrester.[7]
- Una poesia del 2003, Woodcliff Lake, di James Reiss, si ispira al libro. La poesia è contenuta nel libro Riff on Six: New and Selected Poems.[8]
- Una canzone del 2012 dal titolo The Ballad of Jody Baxter, dal cantautore Andrew Peterson, è ispirata al libro. La canzone è contenuta nell'album Light for the Lost Boy.[9]

## Curiosità
Vicino alla casa dove ha vissuto Rawlings in Cross Creek, in Florida, oggi si trova un ristorante che prende il nome da questo libro. Il ristorante serve piatti del sud, come il pesce gatto e la coda di alligatore, e presenta regolarmente musica folk dal vivo suonata da musicisti locali.

## Edizioni in italiano
Marjorie Kinnan Rawlings, Il cucciolo, traduzione di Carlo Coardi, ed. Bompiani, Milano 1939.